# Mir u Srijemskim Karlovcima
Mir u Srijemskim Karlovcima sklopljen je u siječnju 1699. godine, njime se Hrvatskoj vraća Slavonija sa Srijemom (osim jugoistočnoga), današnja Banovina do Une, Kordun od Korane do gornje Gline i čitava Lika i Krbava. Južni hrvatski krajevi oslobođeni su od osmanske vlasti. Novi gospodar postala je Mletačka Republika. Od tada se na zemljovidima pojavljuju kao Dalmazia Veneta, za razliku od Hercegovine koja je Dalmazia Turca.
Mirom u Srijemskim Karlovcima okončan je Veliki turski rat. Tim mirom Leopold I., car Svetog Rimskog Carstva je stekao cijelu Ugarsku osim Banata, Hrvatsku do Une i južnog Velebita, te Slavoniju bez jugoistočnog Srijema. Kneževina Erdelj je združena s Ugarskom, prestavši tako biti neovisnom kneževinom. Mletačka Republika je pak dobila Knin, Sinj i Vrgorac, čime ti gradovi iz zaleđa ulaze u sklop mletačke Dalmacije.

## Pregovarači i pregovori
- U ime Austrije pregovarali su o miru grof Wolfgang Ottingen, general grof i Leopold Schlick i savjetnik za buduće razgraničenje pukovnik grof Ferdinando Marsigli
- Mletačku Republiku zastupao je Carlo Ruccini
- Poljsku grof Stanisław Małachowski
- Rusiju Prokopije Bogdanovič Voznicin
- posredničke države u pregovorima, Englesku i Nizozemsku, zastupali su lord Wiliam Paget i Jakob Kolijer.

Na pregovorima nije bilo predstavnika Hrvatskoga ni Ugarskoga sabora, kao savjetnik pregovarač bio je tamo Senjanin Pavao Ritter Vitezović.
Pregovori o miru započeli su prvih dana studenoga 1698. Konačno, kad su bili usklađeni stavovi i uklonjene nesuglasice, potpisan je 26. siječnja 1699. godine ugovor o miru s carskom Austrijom i Poljskom na 25 godina, dok je s Rusijom bilo zaključeno trogodišnje primirje. Ugovor o miru s Republikom Venecijom bio je potpisan odvojeno 7. veljače.

## Ishod pregovora
- Hrvatskoj se vraćaju: Slavonija sa Srijemom, današnja Banovina, Kordun i čitava Lika i Krbava
- Mletačkoj Republici idu hrvatski teritoriji u kontinentalnoj Dalmaciji
- Poljsko-Litavska Unija dobila je desnoobalnu Ukrajinu
- Osmansko Carstvo izgubilo je ogromna prostranstva - cijelu Ugarsku i gotovo sve osvojene dijelove Hrvatske. U stoljetnom širenju svojih granica prvi put je Osmansko Carstvo doživjelo tako velike gubitke, koji su ga iz temelja uzdrmali i podredili europskoj politici u novom rasporedu sila.

## Važnost pregovora za Hrvatsku
Mir u Srijemskim Karlovcima velika je prekretnica u hrvatskoj povijesti. Time je mirom Osmansko Carstvo zauvijek izgubilo posjede u današnjoj Hrvatskoj, te nikada više nije organiziranom velikom silom pokušalo napasti i zauzeti iti jedan njen dio. Stoga se Hrvatska po prvi put od 15. stoljeća našla u trajnom miru, što je uvelike utjecalo na razvoj događaja u 18. i 19. stoljeću. Oslobađanjem okupiranim hrvatskih zemalja, te dolaskom istih u posjed Habsburga, odnosno Mletaka definirana je moderna granica Hrvatske, kao i današnja državna granica s Bosnom i Hercegovinom. Stoga je Mir u Srijemskim Karlovcima jedan od ključnih događaja u hrvatskoj povijesti. Proći će još gotovo dva stoljeća, 1878., do oslobođenja bosanskohercegovačkih Hrvata od turske vlasti.